# Хороля, Дмитрий Оттович
Дмитрий Оттович Хороля (род. 22 мая 1958 года, посёлок Панаевск Ямальского района Ямало-Ненецкий автономный округ) — руководитель оленеводческого предприятия, государственный и политический деятель. Депутат Государственной Думы шестого созыва, член фракции «Единая Россия», член комитета Госдумы по региональной политике и проблемам Севера и Дальнего Востока.

## Биография
Родился Дмитрий Хороля 22 мая 1958 года в поселке Панаевск Ямальского района Ямало-Ненецкого автономного округа. Проходил обучение в Тюменском сельскохозяйственном институте, в 1981 году получил диплом о высшем образование.
После окончания учебного заведения трудоустроился работать зоотехником. В 1988 году становится сначала вторым, а затем первым секретарём Ямальского райкома ВЛКСМ.
Дальнейшая жизнь Дмитрия Хороля связана с оленеводческим совхозом «Ярсалинский». В 1988 году он назначен секретарём парткома КПСС совхоза. С 1989 года является директором совхоза.
В 1995 году избран президентом Союза оленеводов России.
В 1997 году была создана Ассоциация оленеводов мира, а уже в 2005 году, спустя восемь лет, её возглавил Дмитрий Хороля. В 2009 году покинул эту должность.
В 2000 году завершил обучение в Российской академии государственной службы при Президенте Российской Федерации.
В декабре 2011 года баллотировался по спискам «Единой России» в Госдуму, в результате распределения мандатов был избран депутатом Государственной думы РФ VI созыва. Срок полномочий завершён 1 декабря 2016 года.

## Семья
В сентябре 2012 года семью депутата Хороля постигла трагедия. 31-летний сын, Андрей, был убит в пьяной драке в городе Салехарде.